# F.E. (periódico)
El F.E. fue un periódico español publicado en la ciudad de Sevilla entre 1936 y 1946.

## Historia
El diario, de ideología falangista y propiedad de FE y de las JONS, nació poco después del estallido de la Guerra Civil. Se empezó a publicar el 1 de septiembre de 1936 en los antiguos talleres de El Liberal, que habían sido confiscados.
Pasaría a formar parte de la Cadena de Prensa del Movimiento. Durante las luchas internas de Falange el F.E. se decantó a favor de Sancho Dávila frente al jefe provisional de Falange, Manuel Hedilla. Con posterioridad, no tardó mucho tiempo en verse el poco éxito del diario entre el público sevillano. Hubo momentos en que su tirada fue muy inferior a los 500 ejemplares diarios, muy lejos de poder competir con los diarios hegemónicos de Sevilla como ABC o El Correo de Andalucía. Continuó editándose hasta el 16 de junio de 1946, cuando publicó su último número y desapareció. El diario Sevilla, periódico del Movimiento que venía publicándose desde marzo de 1942, ocupó su lugar como órgano del Movimiento.
F.E. tuvo varios directores a lo largo de su historia: Patricio González de Canales, Manuel Díez Crespo, Tomás Borrás, Manuel Halcón, José María del Rey Caballero, Francisco Ortiz Muñoz, Enrique Sotomayor, Carlos de la Válgoma, Francisco Narbona González, José Cirre Jiménez, José Molina Plata y Manuel Benítez Salvatierra.